# 체리 자동차

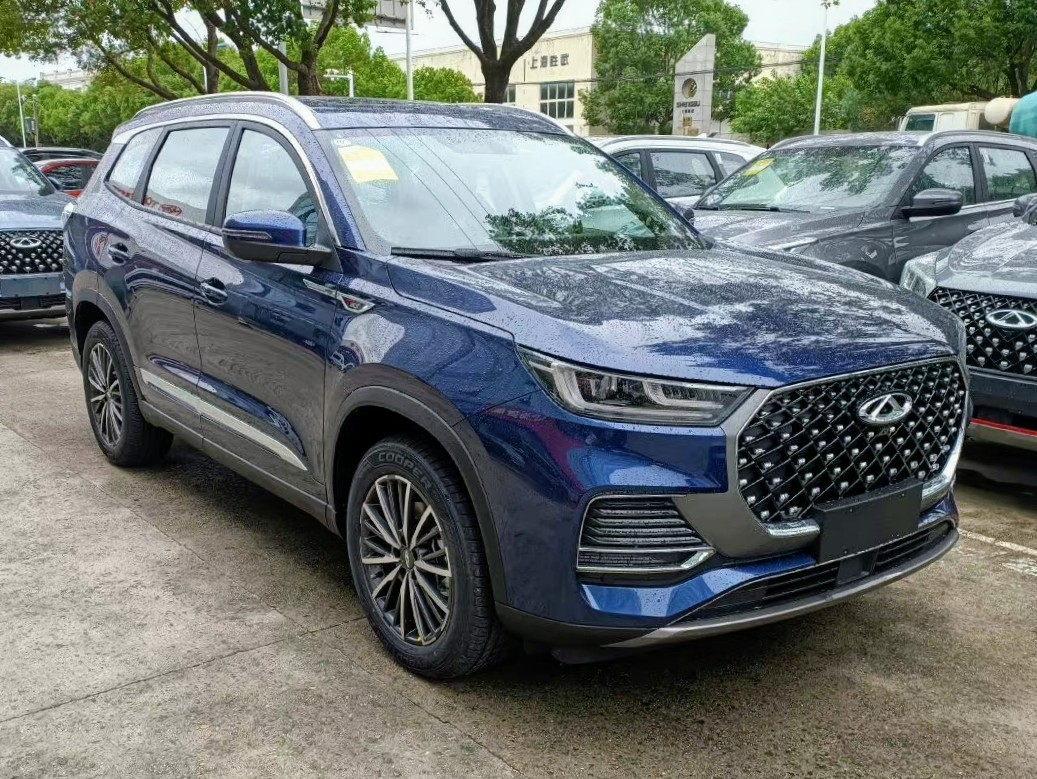

체리 자동차, 치루이 자동차, 기서 자동차(중국어: 奇瑞汽车 qíruì qìchē[*]) 또는 체리 자동차(영문 명칭 : Chery Automobile)는 중화인민공화국의 자동차 제조 회사이며, 정식명칭은 치루이기차고분유한공사(중국어: 奇瑞汽车股份有限公司 qíruì qìchē gǔfèn yǒuxiàn gōngsī[*], 기서기차고분유한공사)이다. 상하이 자동차, 디이 자동차, 둥펑 자동차, 창안 자동차와 함께 중국 자동차 제조 회사 "빅5" 중 하나로 여겨진다.

## 개요
안후이성(安徽省) 및 같은 성에 있는 우후 시 정부의 출자에 의해 1997년에 설립되었으며, 회장 겸 사장은 인통야오(尹同耀)이다. 중국자동차공업협회(중국어: 中国汽车工业协会, 중국기차공업협회, 한국 한자 : 中國自動車工業協會)의 통계에서 2005년도의 자동차판매량은 18.4만대이며, 중국 내에서 제7위이다. 자주 브랜드 메이커로는 중국 국내에서 최다의 판매 실적을 가진다.
OICA data 기준 2016년 세계24위 자동차회사로
69.5만대(15년 52.6만대)를 생산하였다.
2006년 3월 28일에는 생산 50만대째에 맞는 차량이 완성되었고, 2007년에는 중국에서의 점유율을 제5위에까지 올랐으며, 2006년에 점유율 3위였던 현대자동차그룹을 상회했다.
체리의 영어표기는 Chery이지만, 이것은 영어의 단어의 "Cheery"로부터 와 있다. 체리의 "체"는 중국에서는 "특히"라고 하는 의미가 있어, "리"에는 "만사 경사스럽게 순조"의 의미가 있다. 맞추면 "특히 만사 경사스럽게 순조"라고 하는 의미가 된다.
또 자주 브랜드 메이커로, 가장 빨리 제품의 해외수출을 시작하고 있다.

## 역사
1997년 3월 18일 설립되었으며, 1999년부터 세아트 톨레도의 라이선스 생산에서부터 자동차 생산을 시작하였다.
설립 당초 자동차생산의 라이센스가 없고, 중국 국내에서 자동차를 판매할 수 없었다. 그 때문에 2001년에 자사주의 20%을 상하이기차(SAIC)에 양도하였다. 대신에 SAIC로부터 생산의 라이센스를 취득할 예정이었지만, SAIC은 2003년에 체리와의 관계를 해소하였다. 이 배경으로는 SAIC과 합판사업을 전개하는 제너럴 모터스 사이에서 디자인 도용 문제가 있는 것으로 여겨지고 있다. 구체적으로는 체리가 시판한 "QQ"와 "동팡쯔즈(東方之子, Eastar)"의 디자인이 각각 GM대우에서 제작한 쉐보레 스파크(대우 마티즈)와 쉐보레 에피카(대우 매그너스)와 매우 흡사한 것과 체리의 영문명인 Chery가 쉐보레의 애칭의 Chevy와 한 자밖에 다르지 않는 점이 문제로 여겨졌다. 이 문제로 2003년에 GM은 체리를 2도 고발하였다. 그 후 주주가 바뀌어 2004년 9월 23일에 생산 라이센스를 취득하게 된다. 동시에 회사명을 상기체리기차로부터 체리기차유한공사로 변경했다.
2007년부터 말콤 브릭 린이 설립한 비조나리 비클즈 사에 의해 체리차의 북미 판매가 계획되고 있었지만 딜러가 모이지 않았기 때문에 철회되었다. 한편, 브루클린은 1967년부터 1971년에 걸쳐서의 스바루 360의 수입, 1970년대의 스포츠카 Bricklin SV-1의 제조, 1980년대 유고슬라비아 생산의 소형차 "유고"의 판매도 알려져 있다.
2007년 7월 미국의 크라이슬러와 미국 대상 소형차의 공급으로 제휴를 잇는다. 2007년 8월 7일 이탈리아의 피아트와 합판사업에 관한 각서에 조인했다.
양사의 합의에 의하면, 안후이의 체리 공장에서, 2009년부터 알파 로메오와 피아트 등을 연간 17만 5000대 생산할 예정으로 되어 있다.

## 차종 목록
- QQ : 초소형차로 2003년부터 판매하기 시작했다. 엔진은 800cc와 1100cc.
- 펑윈(중국어 간체자: 风云, 정체자: 風雲)(Windcloud, Fulwin) : 소형 세단으로 2000년 ~ 2006년까지 판매했다. 세아트 톨레도 초기형의 베이스 모델이다.
- 치윈(중국어 간체자: 旗云, 정체자: 旗雲)(Flagcloud, Cowin) : 2003년부터 판매하기 시작했으며, 펑윈의 상급 모델이다. BMW MINI와 같은 트라이테크제 1600cc 직렬 4기통 엔진을 탑재하였으며, ZF제 CVT 변속기도 있다. 러시아에서는 Amulet의 명칭으로 판매.
- 루이후(瑞虎)(Tiggo) : 소형SUV. 2005년부터 판매되기 시작. 미쓰비시제 4G63(2000cc 직렬 4기통), 4G64(2400cc 직렬 4기통) 엔진을 탑재.
- 동팡쯔즈(중국어 간체자: 东方之子, 정체자: 東方之子)(Oriental Son, Eastar) : 중형 세단으로, 2003년부터 판매되기 시작. 미쓰비시제 4G63(2000cc 직렬 4기통), 4G64(2400cc 직렬 4기통)엔진을 탑재. 2005년에는 오스트리아 AVL사와의 공동 개발에 의한 자사제 "ACTECO" 직접 분사(GDI) 2000cc 직렬 4기통 엔진 탑재 차량도 추가되었다. 러시아에서는 Mikado의 명칭으로 판매.
- A5 : 소형 세단. 2006년 발매. 엔진은 "ACTECO" 1600cc(A516)와 2000cc(A520)의 2종류가 있다.
- V5 : 중형 MPV. 2006년 5월 발표. 엔진은 ACTECO 2.0L(V520) 또는 미쓰비시 4G64(V525)의 2종류. 한편 이 모델의 개발에 즈음하여는 영국 로터스 엔지니어링 등의 협력을 원하고 있었다.
- QQ6 : 초소형차. 2006년 발표. 엔진은 1100cc와 1300cc.
- Karry : 소형 밴. 2006년 발표.
- A1:초소형차. 2007년4월 발표. 엔진은 1200cc와 1300cc.
- 동팡쯔즈(중국어 간체자: 东方之子, 정체자: 東方之子) Cross :중형차. 2007년6월 발표.
- A3 : 소형 세단 및 해치백. 2008년 발표. 엔진은 1.6L과 1.8L.
- QQme : 초소형차. 2009년6월 발표.
- Riich G5 : 2009년 발표. 엔진은 2000cc.
- Riich M1 : 초소형차. 2009년 발표.

## 같이 보기
- 안후이성 - 후진타오의 출신지이기도 하다.
- DR Motor Company - 이탈리아에서 체리차를 넉다운 생산 하고 있는 메이커.